# Diamond Ring
Diamond Ring es una película nigeriana de terror dirigida y escrita pot Tade Ogidan. Contó con las actuaciones de Richard Mofe Damijo, Teju Babyface, Sola Sobowale y Bukky Ajayi. La película fue realizada en dos partes. Diamond Ring ha sido descrita como una de las producciones cinematográficas mejor elaboradas de la industria de Nollywood.

## Sinopsis
Diamond Ring relata la historia del conflicto entre el espíritu de la señora Gladys y los miembros de un grupo de culto. En un intento de demostrar su aptitud en dicha secta, Chidi, estudiante de primer año en la universidad y único hijo, roba un anillo de diamantes del cadáver de la señora Gladys. El espíritu de la señora, a su vez, persigue a Chidi y a sus amigos.
Los miembros de la secta comienzan a morir sucesivamente. Chidi se ve afectado por una peculiar enfermedad que no puede ser tratada por la medicina ortodoxa. El viaje para encontrar su curación culmina con la devolución del anillo de diamantes al cadáver de la Sra. Gladys.

## Reparto
- Teju Babyface es Chidi
- Liz Benson es Gladys
- Bukky Ajayi es la tía de Chidi
- Richard Mofe-Damijo es Dike
- Sola Sobowale es Ijeoma
- Bimbo Akintola  es Bimbo

Fuente: